# Mary Shaw Shorb
Mary Shaw Shorb (Wahpeton, Dakota del Norte, 11 de enero de 1907-Maryland, 18 de agosto de 1990) fue una inmunóloga estadounidense conocida por el desarrollo del procedimiento de un ensayo bacteriológico para el compuesto Vitamina B12.

## Primeros años
Hija de Mary McKean y Ernest Shaw, cuando Mary tenía tres años,  se mudó con su familia a Caldwell, Idaho. Desarrolló un interés temprano por la biología gracias a un vecino y amigo de la familia, el Dr. William Judson Boone. El Dr. Boone fue un reconocido botánico, fundador y primer presidente del College of Idaho, donde enseñaba biología. Durante salidas a pescar que se convirtieron en momentos educativos, el Dr. Boone le dio lecciones a Mary acerca de los hongos comestibles y despertó un interés en ella sobre las flores silvestres nativas.
Mary se graduó en el instituto de Caldwell y comenzó a dar clases en el College of Idaho en 1924. Aparte de su trabajo universitario, ejercía como directora de la celebración del Día de los Fundadores y como editora del anuario de la universidad, The Trail. Mary se graduó en 1928 con B.Sc. en Biología y una licenciatura en Economía Doméstica.
El hermano mayor de Mary asistía a la Escuela de Medicina de la Universidad Johns Hopkins en Baltimore, Maryland. Ella consiguió allí un trabajo como dietista, a pesar de tener que realizar un curso intensivo para adaptar sus conocimientos al trabajo. Insatisfecha con el trabajo, buscó otra cosa. Descubrió que la Escuela de Higiene estaba ofreciendo una nueva beca para estudiar el resfriado común. Fue rápidamente contratada como técnica investigadora.
Cuando la financiación de la beca acabó, Mary decidió cursar un doctorado en Inmunología. Para entonces estaba casada con, Doys Shorb. Doys ingresó en el programa para graduados en parasitología de la Universidad Johns Hopkins. Mary Shaw Shorb recibió su doctorado en ciencias de Hopkins en 1933.

## Subempleo y vida familiar
La pareja comenzó la búsqueda de empleo en, quizás, uno de los años más duros de la Gran Depresión. Mary intentó optar a un puesto en la Washington State College (actual Universidad Estatal de Washington) que les hubiese acercado a sus familias en Idaho. Sin embargo, pocos empleos se ofrecían a las mujeres en esa época pese a su cualificación.
Finalmente, Mary encontró un empleo como trabajadora social en Baltimore. Se trató de una oportunidad ofrecida por la política de New Deal, la cual no era la esperada para Mary cuando decidió dedicarse al mundo científico. Tras el nacimiento del primer hijo de la pareja, Bárbara, en 1936, ella decidió permanecer en casa. Dos años más tarde, su hijo Alan nació. Posteriormente, en 1942, nació su hija Carole Elizabeth (“Betsy”). 
En ese momento, la demanda de mano de obra generada por la Segunda Guerra Mundial dispuso muchos puestos de trabajo técnicos. Con un nuevo bebé en la familia, Mary Shaw no estaba segura de su vuelta al trabajo. Sin embargo, un antiguo compañero de Johns Hopkins afirmó que “era su deber patriótico” hacer uso de su educación por el esfuerzo de la guerra. A pesar de estar titulada como bacterióloga, trabajó básicamente como técnico, llevando a cabo procedimientos bastante desagradables —incluyendo restos de ratas.
Rápidamente, encontró un nuevo trabajo en la Oficina de Industrias Lecheras en el Departamento de Agricultura de los Estados Unidos. Comenzó de nuevo realizando trabajos de técnico, pero finalmente su trabajo llegó a incluir microorganismos biológicos. Su trabajo consistía en cultivar Lactobacillus lactis Dorner (LLD), empleado en la fabricación de yogur y otros productos lácteos fermentados. Se conocía que el medio de cultivo de LLD debía contener extracto de hígado para funcionar; únicamente Mary mostró un interés en conocer el motivo, sin embargo se encontraba limitada debido a la posición que ocupaba.
Cualquier oportunidad de realizar un estudio exhaustivo en la Oficina de Lácteos acabó en 1946, cuando Mary tuvo que abandonar su trabajo debido a la vuelta de un veterano.

## Contribuciones a la Investigación
En su tesis doctoral, Mary desarrolló un antígeno que resultó ser un tratamiento valioso para la neumonía. De hecho, durante un tiempo antes del desarrollo de las sulfamidas a finales de los años 30, su antígeno fue ampliamente empleado en este tipo de tratamientos. Ella probó, en este caso, sus habilidades para mejorara la salud humana. 
Mary sabía que el mismo extracto de hígado que se necesitaba para cultivar LLD era también el único tratamiento efectivo para la anemia perniciosa. La enfermedad se ganó la asignación de “perniciosa” por ser casi invariablemente mortal previo al descubrimiento del tratamiento con hígado crudo en 1926. Incluso, con dicho tratamiento, los casos avanzados podían no responder. De hecho, el suegro de Mary murió de anemia perniciosa. Al igual que con el medio de cultivo de yogur, nadie sabía qué componente del hígado era el ingrediente activo. En el momento en el que Mary mostró interés, otros investigadores únicamente habían conseguido separar el extracto en fracciones activas e inactivas. En teoría, si sigues el procedimiento descrito para la extracción, el resultado contendrá el ingrediente activo. Sin embargo, dicho procedimiento no determina la cantidad que hay de dicha sustancia desconocida. Esa cantidad solo puede ser determinada mediante el tratamiento de un paciente y la observación de su respuesta.
Mary Shorb dedujo que la tasa de crecimiento de LLD podría purificarse como en un método de ensayo para el ingrediente activo. Fuera del trabajo, ella trató de encontrar un laboratorio en la Universidad de Maryland. Sin embargo, debido a sus pocos credenciales profesionales, Mary necesitaría suerte para obtener fondos para futuras investigaciones.  Afortunadamente, un investigador de la anemia perniciosa de Merck & Company, el Dr. Karl August Folkers, visitó la universidad para hablar acerca de proyectos colaborativos. Él vio que su propuesta era una idea con valor y convenció a su administración para financiar una prueba. A pesar de la baja cuantía de la financiación inicial (400 $), Shorb demostró la eficacia de su bioensayo. Merck quedó tan impresionado que continuó enviando fondos durante el resto de la vida profesional de Mary.

## Vida posterior
A Mary y a su marido les encantaba viajar. Durante su ocupación, ella solicitó y recibió un contrato de diez meses para que pudieran pasar el verano viajando. El hecho de que la Universidad de Maryland aceptara su solicitud es solo uno de tantos signos de la alta estima que tenían a su presencia en la facultad. Durante sus años de viajes, los Shorb visitaron 94 países, todos los Estados Unidos, y cada una de las provincias de Canadá. Ellos celebraron su jubilación con un año de viaje, en el que realizaron paradas por todo el mundo. 
Mary Shorb murió en agosto de 1990 debido a complicaciones en una neumonía. 

## Premios y reconocimientos
La Dra. Shorb recibió muchos premios y reconocimiento durante su carrera, así como después.
En 1949, Shorb y Karl Folkers compartieron el premio a la Investigación Mead Johnson por su trabajo con la Vitamina B12. Ese mismo año, Shorb también recibió el metro de la Fundación de Investigación en Hematología y fue reconocida como Alumna Distinguida por el College of Idaho. Más tarde, el College of Idaho la reconoció como Graduada Sobresaliente en 1966 y con un premio de Doctora Honoraria en Ciencias en 1983.
En 1951, el Hood College la designó como una mujer destacada de Maryland. En 1957, Shorb recibió el premio de Investigación Sigma Xi. Treinta años más tarde ella fue incluida en el Salón de la Fama de las Mujeres de Maryland. También se convirtió en miembro de la Academia de Ciencias de Nueva York y fue honrada por la Asociación Americana de Mujeres Universitarias.
Tras su jubilación, Merck y los laboratorios asociados crearon el premio Shorb Lectureship en la Universidad de Maryland. 